# اکسمور

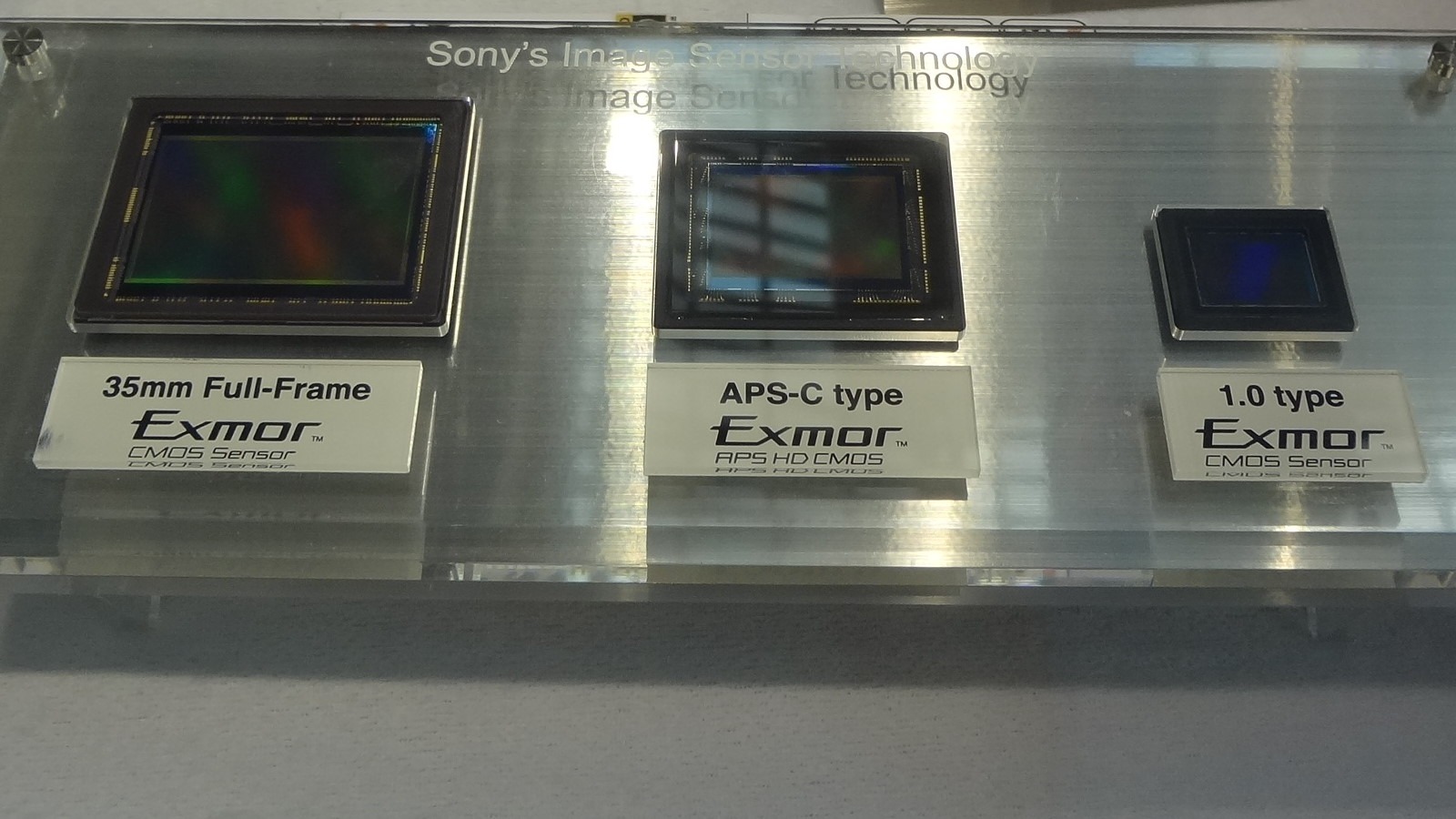
فناوری اکسمور

اکسمور (به انگلیسی: Exmor) نام نوعی فناوری است که شرکت سونی به حسگرهای سیماس (به انگلیسی: CMOS) افزوده‌است. این حسگر ساختاری با پس زمینهٔ روشن و شفاف (back-illuminated structure) دارد که به‌طور انحصاری توسط شرکت Sony طراحی شده‌است. این حسگر با این هدف طراحی شده که به دوربین‌های عکاسی این توانایی را بدهد که حتی در محیط‌های با نور ضعیف (مثل نور شمع) عکس‌هایی باکیفیت بگیرند.
شرکت سونی ادعا می‌کند، فناوری اکسمور تقریباً ۲ برابر حساس تر از حس گرهای سیماس با شفافیت جلوی تصویر معمولی (front-illuminated) است و همچنین باعث کاهش پرش‌های تصویر(noise) می‌شود. در حس گر سیماس با پس زمینه شفاف (back-illuminated) نور از پشت به سمت بستر سیلیسیومی هدایت می‌شود و باعث می‌شود نور با کیفیت بالایی مورد استفاده قرار بگیرد که در ساختارهای با شفافیت جلوی تصویر (front-illuminated) امکان‌پذیر نیست. عکاس‌ها اکنون می‌توانند عکس‌های با کیفیت و شفاف در نور کم (مثلاً در هنگام شب) بگیرند.
در فوریهٔ ۲۰۰۹، شرکت سونی اولین دوربین‌های فیلم‌برداری با کیفیت بالا (HD) در جهان را که به حس گر سیماس با پس زمینهٔ شفاف (back-illuminated) مجهز بودند را معرفی کرد که شامل HDR-XR500V و و HDR-XR520V بودند.
در حال حاضر شرکت سونی از این فناوری در دوربین‌های فیلم‌برداری و عکاسی و سری جدید گوشی‌های تلفن همراه خود استفاده می‌کند.
لیست گوشی‌های استفاده شده از سنسور لنز جی سونی:
Xperia Z1: imx 210
Xperia Z2: imx 220
Xperia Z3: imx 240
Xperia Z3+: imx 240
Xperia Z5: imx 300
Xperia X: imx 300